# Болеслав IV Кудрявый
Болеслав IV Кудрявый (пол. Bolesław IV Kędzierzawy) (1120/22 — 5 января 1173) —  князь-принцепс Польши (1146—1173), князь Мазовецкий и Куявский (с 1138), Силезский (1146—1173), Сандомирский (с 1166).

## Биография
Второй выживший сын князя Польши Болеслава III Кривоустого и старший от его второго брака с Саломеей фон Берг, дочерью графа Генриха I Бергского. Представитель династии Пястов.
После смерти отца в соответствии с его завещанием Болеслав получил Мазовецкое княжество. В первые годы правления он находился под сильным влиянием матери, а также воеводы Вшебора, который опасался, что старший брат Болеслава — Владислав, возглавивший Сеньориальный удел — сместит младших братьев.

### Конфликт с Владиславом II Изгнанником
Конфликт со старшим братом начался, когда Саломея — без ведома Владислава — собрала остальных своих сыновей у себя в Ленчице. На встрече было решено, что её младшая дочь Агнешка выйдет замуж за рюриковича Мстислава Изяславовича, а вдовья доля Саломеи, выделенная ей согласно завещанию Болеслава Кривоустого, после её смерти не войдёт в Сеньориальный удел, а будет разделена между сыновьями. Однако Всеволод Ольгович, великий князь киевский, в польской междоусобице предпочёл поддержать Владислава, выдав свою дочь Звениславу за его сына Болеслава Долговязого, в результате выступление Болеслава Кудрявого и его братьев потерпело неудачу. В качестве дополнительного унижения Болеслав с братьями по поручению Владислава были вынуждены отправиться в 1142—1143 годах послами в Киев.

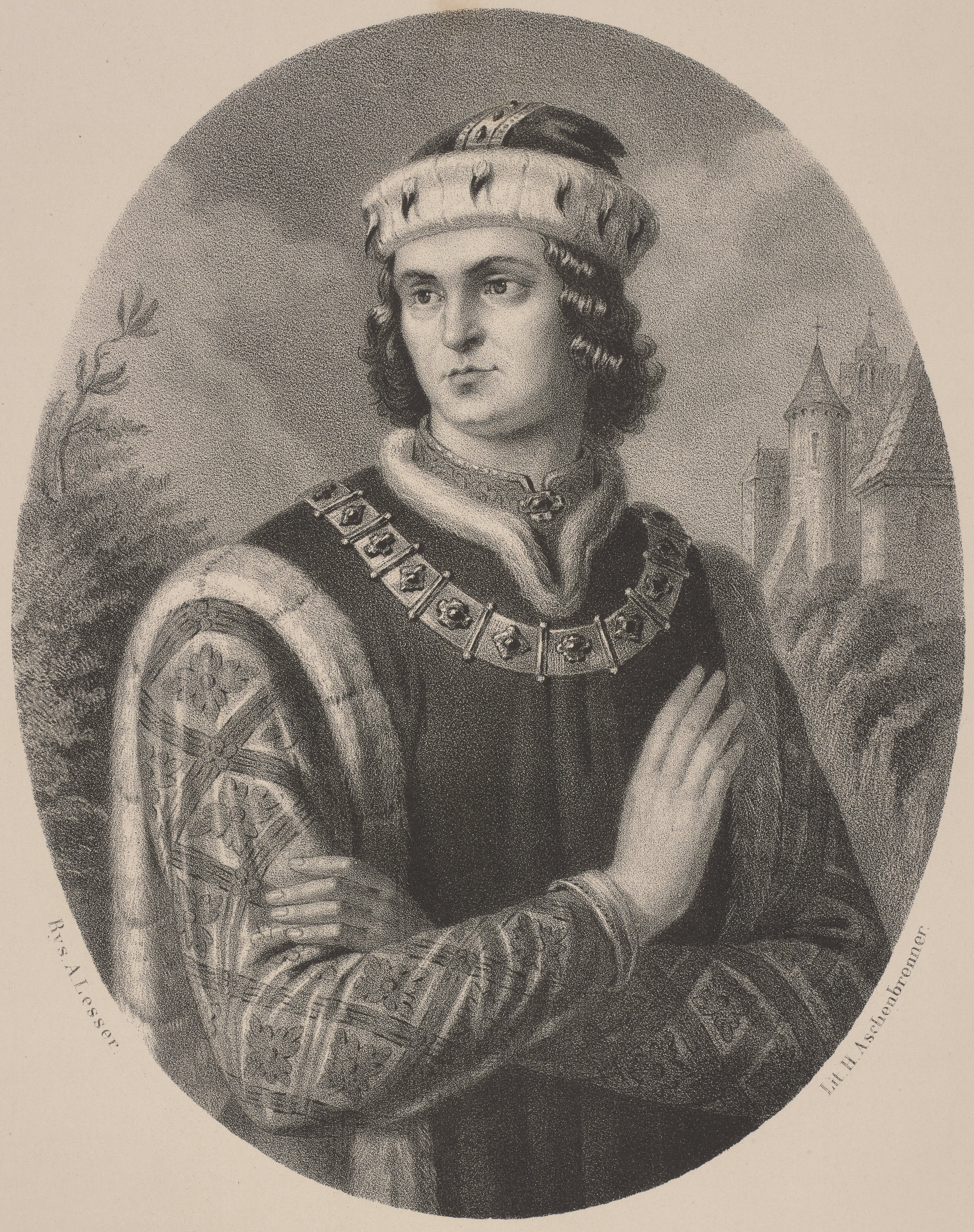
Александр Лессер.
Болеслав IV Кудрявый

В 1144 году умерла Саломея фон Берг. Большинство её сыновей считали, что её вдовью долю (земли вокруг Ленчицы) следует передать младшим сыновьям Генриху и Казимиру, но Владислав предпочёл присоединить эти земли к Сеньориальному уделу. Болеслав и Мешко в 1145 году выступили против Владислава с оружием в руках, но были разбиты, и им пришлось согласиться с присоединением земель матери к Сеньориальному уделу. Владислав не удовлетворился смирением братьев, и решил полностью лишить их уделов, но на их сторону встал воевода Пётр Властович. Несмотря на то, что Владислав ослепил Петра и лишил его языка, это выступление ближайшего соратника его отца подорвало его позиции, а отправившийся в Киев Петр убедил Рюриковичей разорвать альянс с Владиславом.
К весне 1146 года Владислав захватил Мазовию, изгнав Болеслава, и осадил Гнезно в Великой Польше, однако неожиданно начался мятеж в его собственных землях, а архиепископ Гнезнинский Якуб из Жнина отлучил Владислава от церкви. Владислав с семьёй был вынужден бежать в Священную Римскую империю, где его приютил король Германии Конрад III, а победившие братья произвели передел Польши. Болеславу достались княжество Силезия и Сеньориальный удел вместе с титулом «князя-принцепса Польши», Мешко было возвращено Великопольское княжество, Генрих наконец-то получил Сандомирские земли, а малолетний Казимир опять остался без удела. Агнесса — жена изгнанного Владислава — уговорила короля Конрада организовать военную экспедицию для восстановления её мужа на престоле, но немецкие войска были разбиты поляками в августе 1146 года.
В последующие годы Болеслав с братьями попытались улучшить отношения с Гогенштауфенами, поддерживающими изгнанного Владислава. Для этого в 1148 году они устроили съезд в Крушвице, на который был приглашён бранденбургский маркграф Альбрехт Медведь. На съезде было решено, что сестра Болеслава Юдита выйдет замуж за сына Альбрехта Оттона. Пясты также поддержали немцев в их крестовом походе против славян.
На стороне Владислава выступил папа Евгений III, снявший с него отлучение, наложенное гнезненским архиепископом. Прибывший в 1148 году папский легат Гвидо Кремский отлучил братьев от церкви и наложил на Польшу интердикт, но благодаря солидарной позиции польской церковной верхушки, поддержавшей Болеслава с братьями, это не имело практического эффекта.
В 1157 году на стороне изгнанного Владислава выступил император Фридрих I Барбаросса. На этот раз экспедиция была организована гораздо лучше, чем в 1146 году, и потерпевший поражение Болеслав был вынужден принести императору вассальную клятву, а его младший брат Казимир был отправлен к императорскому двору в качестве заложника. Тем не менее, к разочарованию Владислава, Болеслав был оставлен князем-принцепсом Польши. Два года спустя Владислав умер в изгнании, а в 1163 году, по настоянию императора, его сыновьями Болеславу I Долговязому и Мешко I Плясоногому было возвращено Силезское княжество, хотя основные города княжества оставались под контролем Болеслава IV.

### Восстания младших братьев. Отношения с силезскими князьями
Избавившись от угрозы немецкого вторжения, Болеслав решил покончить с язычниками-пруссами, угрожавших его родовым землям в Мазовии. При поддержке папы и императора был организован крестовый поход. Однако к 1166 году эти усилия так и не увенчались успехом, а в одном из сражений погиб младший брат Болеслава Генрих Сандомирский. После смерти Генриха, вопреки завещанию отца, Болеслав включил Сандомир в состав Сеньориального удела. Это вызвало гнев и разочарование его младшего брата, Казимира II Справедливого, который был следующим в очереди наследования земель и был единственным из сыновей Болеслава III, не имевшим собственного удела.
Восстание Казимира поддержали его старший брат Мешко III Старый, магнат Якса из Мехова и Святослав, сын воеводы Петра Властовича, а также архиепископы Гнезненский и Краковский; на его стороне выступила почти вся малопольская знать. В феврале 1168 года на съезде в Енджеюве восставшие избрали новым князем-принцепсом брата Болеслава Мешко III, а Сандомирскую землю отдали Казимиру. В итоге Болеслав сохранил свой трон, в значительной степени приняв требования мятежников: он разделил земли покойного Генриха на три части: Вислица была отдана Казимиру, сам Болеслав получил собственно Сандомир, а остальное перешло к Мешко Старому.
После провала Прусского крестового похода силезские князья Болеслав I Долговязый и Мешко I Плясоногий изгнали войска Болеслава IV из основных городов Силезии. Карательная экспедиция Болеслава в следующем году закончилась полной катастрофой, так что ему в конце концов пришлось примириться со своими силезскими племянниками и признать их полный контроль над Силезией.
В 1172 году вспыхнул новый конфликт среди силезских Пястов. Мешко I Плясоногий поддержал своего племянника Ярослава Опольского (старшего сына Болеслава I Долговязого), который, будучи вынужден стать священником в ранние годы, был отстранен от наследования силезских земель. Недовольный Ярослав поднял восстание, поддержка которого был настолько сильна, что его отец был вынужден бежать в Эрфурт. Это дало повод императору Фридриху I Барбароссе совершить еще одну карательную экспедицию: он снова вторгся в Польшу и разгромил восставших. Болеслав IV направил своего брата Мешко III  в Магдебург, где после уплаты 8000 серебряных монет был заключен мир с империей, а Силезское княжество возвращено Болеславу I Долговязому.
Вскоре после этого произошло еще одно восстание, на этот раз малопольской знати, которая была недовольна суровым правлением князя-принцепса. Мятежники пригласили Казимира II, тогдашнего князя Вислицкого, занять Краковский трон, но сопротивление Болеслава младшему брату было настолько сильным, что обе стороны пошли на уступки, которые привели к прекращению любых беспорядков вплоть до конца правления Болеслава. Казимир сменил Болеслава в Сандомире после его смерти в 1173 году и завладел Сеньориальным уделом четыре года спустя.
В 1172 году умер старший сын и наследник Болеслава IV, также Болеслав. Болеслав IV Кудрявый тяжело переживал потерю сына и скончался вскоре после этого, 5 января 1173 года. Он был похоронен рядом с отцом и дедом в Соборе Пресвятой Девы Марии Мазовецкой в Плоцке.

## Семья и дети
В 1137 году Болеслав IV Кудрявый женился на Верхуславе, дочери новгородского князя Всеволода Мстиславовича. У них было трое детей:
- Болеслав (1156—1172)
- дочь (род. до 1160 — ум.после 1178), которая в 1172/1173 году вышла замуж за Василько Ярополковича, князя Шумского и Дрохичинского[4]
- Лешек (1158[5]/1162[источник не указан 1829 дней]—1186), князь Мазовецкий

После смерти первой жены Болеслав около 1160 года женился на женщине по имени Мария, детей у них не было.